# Miguel Asín Palacios
Miguel Asín y Palacios (Saragozza, 5 luglio 1871 – San Sebastián, 12 agosto 1944) è stato uno storico, arabista, religioso lessicografo spagnolo.

## Biografia
Intraprese la carriera ecclesiastica e venne ordinato prete nel 1895, licenziandosi in teologia nel seminario di Saragozza. Nella Facoltà di Lettere e Filosofia, in cui si addottorò nel 1896, fu allievo dell'arabista Julián Ribera Tarrago, che lo avviò alla metodologia seguita dalla scuola orientalistica spagnola di Francisco Codera Zaidín, cattedratico di arabo nella Universidad Central. Conseguì nel 1903 la cattedra di Arabo nell'Università Complutense di Madrid. Diresse la Real Academia de la Lengua Española. Dette grande impulso agli studi arabistici dalla sua cattedra universitaria e dalla rivista arabistica che fondò nel 1933: al-Andalus (che decenni più tardi avrebbe cambiato il proprio nome in al-Qantara).
Oltre a numerose altre iniziative culturali fondò la Escuela de Estudios Árabes.

## Opera
La sua opera di erudito si concentrò sulle reciproche relazioni che legarono la cultura cristiana e quella islamica e curò l'edizione di numerosi testi a malapena noti, mostrando un interesse particolare per le tematiche filosofiche islamiche.
I suoi principali lavori sono: Averroísmo teológico en Santo Tomás de Aquino (1904); La escatología musulmana en la Divina Comedia (1919), in cui presume alcune fonti sufi utilizzate da Dante Alighieri, e in special modo, il testo di Ibn ‘Arabī sul Mi'rāj (il viaggio mistico effettuato su un animale straordinario, Burāq, dal profeta dell'Islam, Maometto, attraverso i 7 cieli). Il viaggio avrebbe portato Maometto a sorvolare i luoghi infernali in cui i dannati sarebbero stati inclusi in gironi all'interno dei quali la pena commisurata sarebbe stata logicamente collegata al peccato da essi compiuto in vita). I libri del Mi'rāg (lett. "ascesa") furono conosciuti anche in ambito cristiano, grazie alle numerosissime versioni redatte nelle varie lingue volgari neo-latine, pressoché tutte chiamate libri "della scala", nel senso della "scalata" (al cielo), e in particolare il tramite sarebbe stato costituito da una versione castigliana dell'epoca di Alfonso X il Savio, La Scala di Maometto, della quale il notaio Bonaventura da Siena fece due versioni, una in latino e l'altra in volgare francese.
Altra opera di grande interesse è El Islam cristianizado (1931), in cui Asín Palacios mette in luce l'ascendenza cristiana nei confronti della mistica di Ibn Masarra e di Ibn Tufayl; La espiritualidad de Algazel y su sentido cristiano (1934), nella quale egli mostrò l'ascendenza cristiana nella teologia di al-Ghazali. Come linguista e lessicografo, è importante il suo Glosario de voces romances registradas por un botánico hispano-musulmán (siglos XI-XII).

## Altri lemmi
- Isrā' e mi'rāj
- Libri della Scala